# Ban All the Music EP
Ban All the Music EP è il terzo EP del gruppo musicale Nothing but Thieves, pubblicato il 7 luglio 2015 dalla Sony Music e dalla RCA Records.

## Tracce
Testi e musiche di Joseph Langridge-Brown, Dominic Craik e Conor Mason.
1. Ban All the Music – 2:51
2. Hanging – 3:53 (Joseph Langridge-Brown, Dominic Craik, Conor Mason, Jim Irvin)
3. Graveyard Whistling – 3:58
4. Last Orders – 4:01 (Joseph Langridge-Brown, Dominic Craik, Conor Mason, Jim Irvin, Julian Emery)
5. Itch (Live) – 3:24 (Joseph Langridge-Brown, Dominic Craik, Conor Mason, Larry Hibbitt)
6. Emergency (Live) – 4:17
7. Graveyard Whistling (Live) – 4:10

## Formazione
Gruppo
- Conor Mason – voce
- Joseph Langridge-Brown – chitarra, cori (tracce 2-4)
- Dominic Craik – chitarra, tastiera, cori (tracce 2, 3)
- Phil Blake – basso (eccetto traccia 3), cori (traccia 2)
- James Price – batteria (eccetto traccia 3), cori (traccia 2)

Altri musicisti
- Julian Emery – cori (traccia 2), basso (traccia 3)
- Jim Irvin – cori (tracce 2, 3)
- David Dickinson – batteria (traccia 3)

Produzione
- Julian Emery – produzione (tracce 1-4), missaggio (traccia 4)
- Adam Noble – ingegneria del suono (tracce 1 e 2)
- Tom A.D. Fuller – assistenza tecnica (tracce 1 e 2)
- Cenzo Townshend – missaggio (tracce 1-3)
- Sean Julliard – assistenza al missaggio (tracce 1-3)
- John Davies – mastering (traccia 1)
- Larry Hibbitt – produzione aggiuntiva della chitarra (traccia 2)
- Jim Irvin – produzione aggiuntiva (tracce 2 e 3)
- Robin Schmidt – mastering (traccia 2)
- Mattia Sartori – ingegneria del suono (traccia 3)
- James Hockley – ingegneria Pro Tools (traccia 3)
- Dick Beetham – mastering (tracce 3, 4)
- Matt Ingram – ingegneria del suono (traccia 4)
- Dominic Craik – produzione e missaggio (tracce 5-7)
- Drew Smith – ingegneria del suono (tracce 5-7)
- Peter Hammerton – mastering (tracce 5-7)